# Náboženská obec
Náboženská obec je místní shromáždění věřících v Církvi československé husitské. V jejím čele stojí farář nebo administrátor a rada starších, což je laický správní orgán konkrétní náboženské obce. V jejím čele stojí předseda rady starších. 
Náboženská obec v Církvi československé husitské (CČSH) je základní organizační jednotkou (jako právnická osoba). Je tvořena příslušníky majícími bydliště v jejím územním obvodu. (V jednotlivých případech si může příslušník zvolit členství v jiném sboru, pokud k němu chová užší osobní vztah jako sobě nejbližšímu společenství.) CČSH je převážně tzv. diasporní církví, s náboženskými obcemi zabírajícími často území zhruba jednoho dvou okresů.
Náboženské obce se sdružují do vikariátů, které tvoří diecéze. Jednotlivé diecéze pak tvoří celou církev v českých zemích a na Slovensku.
Podle Organizačního řádu CČSH jsou právní orgány náboženské obce voleny vždy na dobu dvou let.

## Mezinárodní vztahy Církve československé husitské
Církev československá husitská je zapojena do několika mezinárodních ekumenických organizací. Od roku 1963 je členem Světové rady církví, kde její zástupkyně Mgr. Martina Viktorie Kopecká působila ve výkonném a ústředním výboru a vedla mládežnickou komisi ECHOS. Je rovněž členem Konference evropských církví a Společenství protestantských církví v Evropě (CPCE, dříve Leuenberské společenství). Na národní úrovni je součástí Ekumenické rady církví v České republice.